# 孙杨
孙杨（1991年12月1日—），汉族，浙江杭州人，祖籍安徽淮南寿县。曾是中國男子游泳運動員及中国国家游泳队队长。
2012年伦敦奥运会上，孙杨以打破奥运纪录的成績获得400米自由泳冠军，此為中國在奥运會男子游泳的第1面金牌。并在2012年8月4日以打破世界纪录的成績获得1500米自由泳比赛冠军。2015年8月6日在2015年世界游泳锦标赛中，获得800米自由泳冠军，这也是他个人世锦赛800米的三连冠。2016年8月8日在2016年夏季奥林匹克运动会中，后程逆转勇获200米自由泳冠军，这是他个人在奥运会上获得的第3面金牌。2017年游泳世锦赛，在男子400米自由泳决赛中夺冠，成就世锦赛该项目三连冠。7月26日，以1分44秒39的成绩获得男子200米自由泳金牌，这也是他首枚世锦赛200米金牌。至此，孙杨也成为世界上首位在200、400、800、1500米中长距离上全部獲得金牌的大满贯选手。
2014年5月，孫楊被檢驗出服用興奮劑曲美他嗪，被中國反興奮劑中心（CHINADA）處罰其禁賽3個月。2018年，国际兴奋剂检查管理公司（IDTM）检查员在对孙杨进行的一次赛外反兴奋剂检查中出现争议，IDTM报告说“孙杨暴力抗检”，孙杨则表示该次检查过程中检查人员存在多项违规操作而自己“已全力配合检查”。2019年1月3日，国际泳联反兴奋剂委员会（FINA DP）裁决IDTM此次执行的兴奋剂检查无效，孙杨无违例行为。2020年2月28日，国际体育仲裁法庭（CAS）推翻FINA DP的裁决，认定孙杨損毀样本容器等行為的理由不能令人信服，判孙杨“干预兴奋剂管控”，罚禁赛8年；但另一方面因无服用禁藥證據，他之前取得的成绩与奖牌仍然有效。孙杨随后向瑞士联邦最高法院提起上诉。2020年12月，瑞士联邦最高法院支持孙杨的上诉，撤销CAS的8年禁赛裁决，将此案发回重审。2021年6月，CAS经二次听证会后宣布，孙杨禁赛期减至4年3个月。
2024年8月25日，作为自己的复出首战，孙杨在全国夏季游泳锦标赛男子400米自由泳的决赛获得金牌，在同日上午的预赛中，孙杨以第二名的成绩晋级决赛。

## 生平

### 童年时期
孙杨生于运动世家。父親孙全洪（1959年-），老家在安徽寿县双桥镇，安徽省体工队男子排球队员，1989年毕业于上海体育學院。母親楊明（1967年-），浙江杭州人，浙江女子排球員，1989年毕业于上海体育學院。1991年孙杨生于浙江杭州，從小會吳語以及杭州話。
孙杨幼儿园时期，身高比同龄人都高许多，连幼儿园最大的床都睡不下。当时朱颖在陈经纶体校负责在各个幼儿园、小学招收学生，听说了孙杨的身高优势后，上门拜访孙杨的父母，带孙杨去了暑期游泳训练班。但是当时由于父母希望孙杨去练习别的体育项目，孙杨没有坚持下来。朱颖为了对孙杨的父母做思想工作，撒了善意谎言，跟孙杨的妈妈说，如果打篮球的话，最好是2米15以上；如果打排球，最好要2米05以上。以孙杨和孙杨爸爸的身高(孙杨父亲身高1米88)看，孙杨不可能超过两米。所以对孙杨来说，练游泳是一个更好的选择。巧合的是，那时候孙杨妈妈带着孙杨去测骨龄，专家预测的孙杨身高是1米93。于是在一年后，也就是孙杨幼儿园毕业后的暑假，孙杨再次去到暑期游泳培训班。。
1998年9月孙杨进入杭州市行知小学。当时，孙杨比一般同学高一个头，弹跳力也很好，但是耐力一般，身体素质也并不是最出挑的。孙杨曾经在学校田径队练过跳高，但最后他还是选择了游泳。三年级时，孙杨开始参加游泳专业班。由于每天下午3点就要开始训练，行知小学校长金正行准许他提早离校。但是伴随艰苦的训练，孙杨的学习成绩出现退步。
1999年起，孙杨在杭州陈经纶体校专业练习游泳时期，朱颖是孙杨的教练，她最早发现孙杨的身高优势并带他去暑期游泳训练班的教练，也是孙杨在杭州陈经纶体校时期的教练。杭州陈经纶体校拥有许多独特的训练方法，例如有氧训练的体重接近成人水平等，让陈经纶体校的学生甚至曾经赢过美国的10岁年龄组的游泳州冠军。孙杨就是在这样的训练中打下了扎实的底子。
2003年，孙杨进入浙江省体工队后，朱志根成为其教练。2013年1月，CCTV体坛风云人物颁奖典礼后，孙杨称朱志根是他永远的No.1。但是之后，孙杨却与朱志根发生很大的冲突。

### 初出茅庐
2004年，还是小学生的孙杨作为2008年奥运备战周期队员入选了国家集训队。之后，孙杨进入了专业体校——杭州市陈经纶体育学校。在学校，他是出了名的调皮捣蛋鬼，一次曾经把更衣室的玻璃打碎，为此很久不能练习游泳。
2006年，15岁的孙杨在浙江省运动会独揽男子100米自由泳、200米自由泳、400米混合泳和1500米自由泳四枚金牌，成了省运会泳池中最闪亮的一颗新星。当时孙杨的教练朱志根就希望把孙杨培养成“西式运动员”。12月，孙杨又在全国冬季游泳锦标赛上获得1500米自由泳冠军。同一年，孙杨入选国家队。

### 崭露头角
2007年，16岁的孙杨参加了全国游泳冠军赛1500米自由泳。当时参加过2004奥运会的张琳胜券在握，一直遥遥领先，但是在最后的100米，孙杨奋起直追，张琳险些被翻盘。最后，孙杨以0.05秒的微弱劣势屈居第二。
2007年的全国游泳锦标赛1500米自由泳的夺冠对孙杨是一个里程碑式的胜利，因为他战胜了名将张琳。在之前的400米自由泳比赛中，孙杨已经拿到了冠军，但是在1500米的比赛上孙杨也没有放弃努力。最终，在全国游泳锦标赛最后一天的比赛上，孙杨获得了冠军。
2007年12月的第六届城市运动会，孙杨再一次拿到1500米自由泳第一名。比赛过程中，孙杨母亲多次出现在大屏幕上，受母亲的激励，孙杨后程发力。前1000米还紧跟着孙杨的南京选手祖立军，在1000米后就渐渐被甩下。16岁的小将凭借城运会的出色表现，增加了参加北京奥运会的机会。

### 北京奥运
2008年孙杨作为中国代表队的一员参加了北京奥运会，这是他参加的为数不多的国家大赛，此前他只在2007年的墨尔本游泳世锦赛中磨练过一次。2008年的奥运会游泳项目可谓群雄聚集。美国人菲尔普斯就是在北京奥运会上独揽八金，创造了历史。但是孙杨在8月9日的男子400米自由泳預賽成績仅為3分50.90秒，落後小組第1名7.80秒，居小組第7位被淘汰。在8月12日的男子4x200米自由泳接力預賽7分13.57秒的成绩，落後小組第1名5.73秒，居小組第5位被淘汰。唯一闯入决赛的1500米自由泳，15分05.12秒的成绩只排到第八名。这个成绩，比他去年在城市运动会上的夺冠成绩还要快近20秒，却还不如他预赛的成绩。
北京奥运会之后，孙杨获得了更多的国际大赛经验。2009年的游泳世锦赛上，孙杨不敌突尼斯选手梅洛里，拿到了铜牌。孙杨昔日的对手张琳只排到了第五名。700米时，孙杨开始发力，1300米时他超过了相隔两个泳道的队友张琳，但是他们与第一梯队差距太大。孙杨与第一名相差9秒，与第二名相差5秒。

### 伦敦奥运周期：打破纪录
2009年，孙杨还参加了东亚运动会。他一枝独秀，轻松拿到了冠军，并且打破了张琳创造的赛事纪录。
孙杨的辉煌，开始于2010年广州亚运，这一战，他不仅战胜了韩国名将朴泰桓，还刷新了1500米自由泳的亚洲纪录。此前，朴泰桓连续拿下100米自由泳、200米自由泳、400米自由泳三块金牌，势不可挡。比赛刚开始的几百米，朴泰桓紧跟着孙杨身后，但是400米往后，韩国人便渐渐落后。800米时，孙杨已经领先朴泰桓6秒钟，轻松夺下1500米自由泳冠军。当时有媒体评论，孙杨的对手只剩下世界纪录。
2011年世界游泳锦标赛在上海举办，孙杨也最终战胜了最后的对手，站在了世界之巅。比赛时刻，孙杨的旁边就是美国老将范德凯。出发之后，两人战况胶着，但是孙杨一直占据领先，并且不断扩大优势。到1200米时，孙杨已经领先6秒有余，这时，在孙杨前面的只有世界纪录那一根红线。1400米之后，孙杨咬紧红线，最后10米，孙杨终于超过红线，刷新了世界纪录。
2012年，孙杨代表中国出戰英國倫敦舉行的奥林匹克运动会游泳比賽男子200米自由泳、男子400米自由泳、男子1500米自由泳及4×200米自由泳接力賽事。
2012年7月28日晚上，2012年倫敦奧運會男子400米自由泳決賽中，孫楊擊敗衛冕冠軍的韓國選手朴泰桓奪得冠軍，以3分40秒14的成绩打破了奧運會紀錄，這也是中國男子游泳史上的第一枚奧運會金牌，中國代表團在倫敦奧運會的第三金。
倫敦時間2012年7月30日晚上，2012年倫敦奧運會游泳比賽進入第三天，孫楊再次得到一枚獎牌。在男子200米自由泳決賽中，孫楊依靠最後50米的衝刺和朴泰桓一同觸壁，他們以1分44秒93的成績並列第二位拿到銀牌，法國的阿格內爾以1分43秒14奪取金牌。
倫敦時間2012年7月31日晚上，2012年倫敦奧運會游泳比賽進入第四天，在男子4×200米自由泳接力決賽中，郝運、李昀琦、蔣海琦和孫楊組成的中國隊依靠孫楊最後一棒發力提升了兩個位置，中國隊以7分06秒30的成績拿到銅牌。美國隊以6分59秒70獲得金牌，菲爾普斯終於在倫敦拿到金牌，他也以19枚獎牌的成績創造了奧運會紀錄，法國隊獲得銀牌。
倫敦時間2012年8月4日晚上，2012年倫敦奧運會游泳比賽進入最後一天，在男子1500米自由泳決賽中，孫楊一路領先以14分31秒02的成績奪取金牌，同時創造了新的世界紀錄。這是中國代表團在本屆奧運會的第24枚金牌，也是中國游泳隊在本屆奧運會的第五金，這創造了中國游泳隊在奧運會上的最佳戰績。孫楊亦以2金1銀1銅的奧運獎牌成績，成為中國游泳隊史上戰績最好的泳手。
2012年伦敦奥运会之后，一战成名的孙杨也让其首任教练朱颖和陈经纶体校十分出名。2011年朱颖还经常抱怨，每年发了这么多邀请函就怕家长不来报名，所以每次要多发几十张。但有了明星效应，2012年情况明显不同了，因为哪怕你收到了邀请函，还是未必能入选。
2013年在孙杨与朱志根分裂之后，孙杨曾经自己单独训练一段时间。

### 里约奥运周期

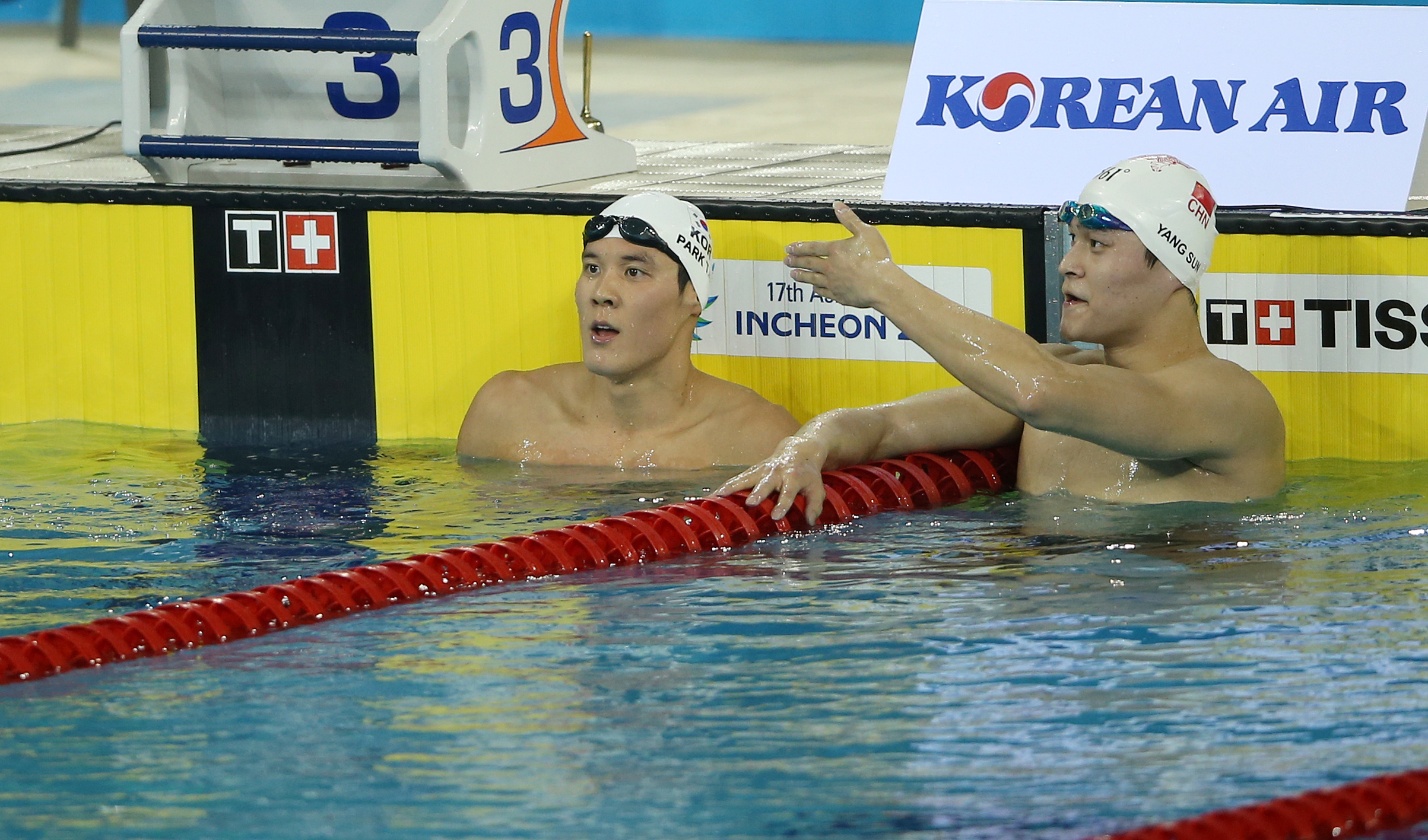

2013年7月29日，孙杨在2013年世界游泳锦标赛男子400米自由泳决赛上，以3分41秒59的成绩夺得冠军。
7月31日又在男子800米自由泳决赛上，以7分41秒36获得冠军，这是他个人在本次世锦赛上的第二金，更是中国体育代表团在世界游泳锦标赛历史上的第100枚金牌。8月3日，在4×200米自由泳接力，孙杨担任最后一棒，依靠他的超强发挥，中国队从前三棒的第五名，最终以7分04秒74获得了第三名，并且打破了中国队在上届世锦赛上创造的全国纪录。孙杨在比赛的最后一天又获得了1500自由泳冠军，以三金一铜的成绩结束2013年世界游泳锦标赛，并荣获本届世锦赛“最佳男运动员”奖，成为亚洲游泳选手历史上首位获得这一奖项。。2013年世界游泳锦标赛期间，浙江省体育技术学院副院长张亚东担任孙杨的临时主管教练，之后，孙杨称想与张亚东长期合作。
2013年8月13日，在孙杨取得巴塞罗那三金和MVP后，朱志根召开记者发布会要求孙杨重回他门下，张亚东证实孙杨已经再次选择朱志根为自己的教练。据媒体报道，朱志根的退让是他与孙杨和解的主因，朱志根表示将投入更多精力辅导孙杨，且不再干涉孙杨恋爱。
2013年11月4日，孙杨驾车在杭州市中心与公交车发生刮擦事故，虽无事故责任，但被查获无证驾驶。孙杨随后通过微博致歉，警方对孙杨处以2千元罚款、7日拘留。浙江体育职业技术学院宣布对孙杨停训、停赛、停发津贴，并暂时禁止其参加国家队集训，学院还称孙杨久未归队、屡屡违纪，无证独自驾车亦非首次。同月6日，国家体育总局游泳中心宣布孙杨被暂时性的全国层面停赛、停训、停止商业活动。。
2014年4月24日，朱志根因健康原因请辞，孫楊再次由张亚东执教。中国国家游泳队、浙江体育职业技术学院同日解除了孙杨的禁赛和代言禁令，孙杨也已于该年3月19日恢复训练。
2014年5月全国冠军赛时，孫杨在尿檢中被檢驗出服用禁藥曲美他嗪（Trimetazidine）。國家體育總局之後宣布，孫楊的1500米冠軍被禠奪、遭停賽3個月及罰款5000人民幣。
2014年9月21日，在亚运会男子200米自由泳决赛上意外不敌日本选手获得银牌。在之后的400米自由泳、1500自由泳上赢得冠军，9月24日在4×100米自由泳接力决赛中与余贺新、林永庆和宁泽涛组合以3分13秒47获得冠军，并打破亚洲纪录，比赛中，孙杨被安排在第三棒出场，他在这100米领先了日本老将藤井拓郎，将中国队前两棒的劣势扳回。

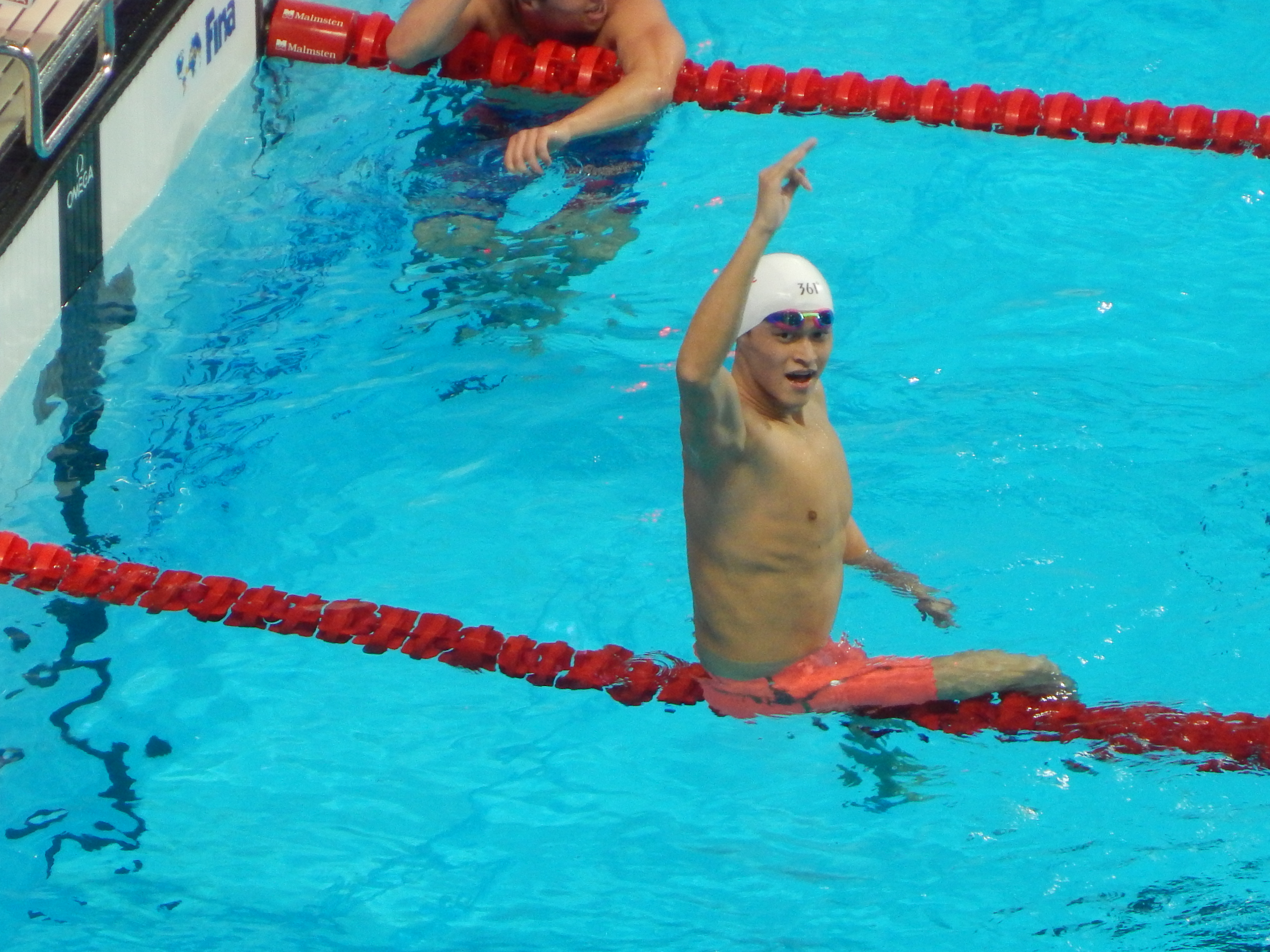
2015年世界游泳錦標賽800公尺自由式金牌

2015年8月6日，在第16届游泳世锦赛男子800米自由泳获得金牌。成为游泳世锦赛历史上第一个获得800米三连冠的运动员。在之前的比赛中，孙杨也获得了男子400米自由泳的金牌和男子200米自由泳的银牌。
2015年8月9日晚，孙杨退出1500米自由泳决赛，他在记者会上表示其心脏不适，并就退赛表示抱歉。
本届世锦赛，孙杨收获最佳男运动员称号，成为继菲尔普斯后第二位蝉联该荣誉的运动员。
2016年，孙杨代表中国出战巴西里约热内卢举行的奥林匹克运动会游泳比赛男子400米自由泳赛事。8月6日，决赛阶段，卫冕冠军孙杨在一直落后的情况下反超未果，最终以3分41秒68的成绩获得亚军。。8月8日，200米自由泳决赛阶段，孙杨在出发落后的情况下前程紧紧盯住领游者，后程发力，并一举逆转，最终以1分44秒65的成绩获得冠军。这也是他两届奥运会荣获的第三枚金牌，第六枚奖牌。8月12日，1500米自由泳预赛中，孙杨因感冒而发挥欠佳，最终无缘决赛。

### 國際泳聯游泳世錦賽
2017年7月23日，男子400米自由泳决赛中，孙杨发挥完美，最终以3分41秒38夺冠，成就世锦赛该项目三连冠，同时创造了今年最好成绩。7月26日，以1分44秒39的成绩获得男子200米自由泳金牌，打破了自己保持的1分44秒47的亚洲纪录，这也是他首枚世锦赛200米金牌。至此，孙杨也成为世界上首位在200、400、800、1500米中长距离上全部夺取过金牌的大满贯选手。
在游泳比赛男子200米自由式颁奖典礼上，三位奖牌得主的国家国旗因技术故障跌落在地。获得金牌的孙杨随即要求重新演奏中國國歌和升起國旗。国旗随后被重新绑上，但由于起重机已经损坏无法升起，只能把中国国歌再放一遍。

### 解禁复出
2024年3月底，孙杨恢复在公共场馆的训练。5月28日结束禁赛期。
2024年8月20日，安徽省体育局负责人表示孙杨将于8月25日至28日参加在合肥举行的全国夏季游泳锦标赛，这是孙杨结束禁赛期后首次回归赛场。
在2024年合肥举行的全国夏季游泳锦标赛中，孙杨在北京时间8月25日上午举行的男子400米自由泳预赛中在第11组第4道出场，并以3分54秒98获得小组头名，位列男子400米自由泳预赛所有参赛选手第二，晋级决赛。在下午的决赛中，孙杨以3分49秒58获得冠军。

## 个人生活
孙杨的父亲孙全洪原是安徽省排球运动员，其母亲杨明，故而取名为孙杨。孙杨小时候梦想成为一名歌手，他喜欢的歌坛艺人是加拿大歌手艾薇儿。
2012年7月1日，国家体育总局训练局旁会议室里，安排出征伦敦奥运会浙籍体育健儿进行入党宣誓。浙江体育职业技术学院党委副书记、前中国游泳队总教练张亚东领誓，孙杨和吕志武宣誓成为中国共产党预备党员。2018年12月19日，浙江体育职业技术学院直属游泳系党支部接收孙杨、汪顺两名发展对象转为中共预备党员。孙杨的入党介绍人王伟、朱志根。
2017年10月14日，孙杨在苏州大学通过硕士学位论文答辩，论文题目为《第三十一届奥运会男子200米自由泳冠军比赛技术分析》，即分析自己在2016年里约奥运会200米自由泳决赛中的技术，在答辩中使用了SWOT分析、反木桶理论等分析法。2018年，被上海体育学院录取为博士研究生。

### 婚恋事件与师徒摩擦
2016年10月，据“全明星探”爆料称，孙杨于2012年伦敦奥运期间，与一名叫李莹念的济南籍女友交往。她毕业于临沂大学外国语学院，曾经是国航的乘务员。2013年1月30日，孙杨亲口承认自己有女朋友，是一位大他近六岁的空姐。之后，有媒体报道，因为教练朱志根批评他因为談戀愛而耽误训练，孙杨与自己的恩师“闹别扭”。孙杨本人否认自己与教练闹掰，但是孙杨与朱志根之间已经出现了摩擦。
2013年2月2日，朱志根向上级报告称因身体原因申请停止教练工作。2月4日，浙江体育职业技术学院因孙杨长时间缺席训练对孙杨进行了初步处理，主要包括三条惩罚：孙杨做出深刻的检查，视检查的结果做出进一步处理意见、对孙杨提出通报批评，扣发一个月的训练津贴以及暂停孙杨的一切社会商业活动，包括个人代言。2013年2月，李莹念被国航开除停职。
2月4日，在浙江省体育局的介入之下两人和解。其后，孙杨、李莹念分手。后来李莹念开始做微商，还进入娱乐圈担当演员。
2013年4月，孙杨再次与朱志根在训练过程中发生冲突，朱志根打伤361的工作人员，致使对方面部明显受伤眼睛充血，孙杨在企图阻止的过程中也被打伤。之后，孙杨在朱志根组被停止系统训练。
2023年7月20日，孫楊宣布和藝術體操教練張豆豆領證結婚。

## 争议

### 曲美他嗪事件
2014年1月，世界反運動禁藥機構（WADA）將曲美他嗪列入禁用名單。2014年5月全国冠军赛时，孫杨在尿檢中被檢驗出服用禁藥曲美他嗪（Trimetazidine）。國家體育總局之後宣布，孫楊的1500米冠軍被禠奪、遭停賽3個月及罰款5000人民幣。中国反兴奋剂中心调查指，由于孙杨提出证据证明他无意使用这种药物提高运动表现，因此符合反兴奋剂规定条例中减免处罚的标准，因此处以3个月的禁赛处罚。该处罚在11月24日通报公布。孙杨在被通报的当天下午在其个人微博上发表了一份声明，說明自2008年開始，根據醫師處方服用以治疗心悸，不清楚相關規定，將會自我检讨。
孙杨的禁赛期从药检进行的5月起计算，8月16日结束。孫杨随后参加了9月举行的仁川亚运会。中国反兴奋剂中心在11月24日才向國際通报孙杨曾服用禁药并被禁赛。WADA在11月份得知后表示，将在详细研究孙杨禁赛的原因之后再决定是否上诉。一个月后即该年12月，WADA经详细研究后，对中国有关机构未按有关规定在孙杨被处罚的20天内予以公告而给以警告，而对孙杨本人则决定不再给予另外的处罚。
2016年奧運，澳洲泳手麥克·霍爾頓冷待孫楊，向傳媒表示「不欲與服禁藥選手來往」，霍爾頓在400米自由泳摘金後稱擊敗了「禁藥騙子」。在韓國光州世錦賽時，孫楊奪得400米自由泳金牌，銀牌得主霍尔頓拒絕跟他握手，200米自由泳銅牌得主英國泳手史葛也拒絕上頒獎台跟孫楊合照。。2019年12月14日，孫楊在中國大陸网络節目《吐槽大會》中被指就此事件嘲諷兩位外國泳手「霍頓（Mack Horton）、蓋伊（James Guy），你們游得再快一點，就能喝到我美味的洗腳水了。」

### 日本国歌事件
2014年9月24日，孙杨在仁川亚运会4×100自由泳接力决赛获得金牌后，有记者询问他的感受。孙杨称感觉是给中国人出了口气，然后说：“说实话，日本国歌很难听”。他的话被法新社记者听到，次日在日本泳将的记者会上被法新社记者提了出来，问日本泳将们的感想。入江先是显得有些惊讶，表示他没直接听见，也不知道孙杨的用意。萩野公介说“从我个人来说，我也不清楚他到底说了什么，不过有一点我相信，在成为一个运动员之前，首先应该做一个优秀的人。”孙杨的话在日本被一些日本体育小报披露，随后时事通信社、《朝日新闻》等部分主流传媒也报道该消息。中華人民共和国外交部发言人华春莹9月25日在记者会上被外国记者要求回答该事件。华春莹称没听说此事，不评论孙杨的个人言论。對此引發的不良影響，孙杨两天后正式公开道歉，解释称“有被误解的地方，我对其他国家的国歌真的什么也不知道”。

### 游泳热身池事件
2015年8月9日，孙杨在2015年喀山世界游泳锦标赛1500米自由泳决赛前热身时，与正在准备4x100米混合接力的巴西女子游泳队员拉里莎·奥利韦拉发生冲突。巴西媒体报道，孙杨在跨过对方时拉了对方的脚，随后两人发生争执，巴西队的多名运动员教练也加入争吵。巴西队主教练Alberto Pinto da Silva随后正式向国际泳联提出抗议，称孙对奥利韦拉进行肘击与脚踢，并称加拿大、南非、智利与阿根廷教练都向其抱怨受到了孙的骚扰。中国方面则表示，奥利韦拉在热身池中使用脚蹼，恐对中国小队员以及孙杨本人造成人身伤害。随后巴西泳协新闻官艾莉安娜·阿尔维斯透露，她在递交给国际泳联的报告中写道“9日上午，孙杨和奥利韦拉在热身池里发生了‘接触’，但不是打架。”阿尔维斯一再强调：“这是小事情，泳池中很常见，大家不要误会。”。

### 领奖服事件
2018年8月19日晚，孙杨在雅加达亚运会男子200米自由泳决赛中摘得金牌。随后孙杨身穿赞助自己个人和中国游泳队的品牌服装出现在颁奖仪式上，而不是中国代表团签约的赞助品牌。由于另一位中国选手季新杰摘得铜牌，领奖台上出现了“同一代表队的运动员身着不同的领奖服登台”场景。中国代表团官方赞助商安踏体育就事件发表声明，抗议孙杨的做法。之后第二天的800米自由泳颁奖仪式上，孙杨穿上了中国代表团签约的领奖服，但是全程将中华人民共和国国旗披在身上，遮盖了衣服上的品牌商标。体坛周报副总编杨毅认为“这是前所未见的，完全无视规则和契约精神的特例”。孙杨在周二（8月21日）赛后表示，对于领奖服的争议“已见怪不怪”，自己的状态不会受到影响。

### 拒绝药检事件

#### 事件经过
2018年9月4日晚上10时至11时，IDTM的三名检查人员——主检测官（DCO）杨女士、血检助理（BCA）林女士、尿检助理（DCA）武先生，试图在孙杨住宅进行赛外检查（OOC），收集孙杨的血液和尿液。孙杨方面表示，孙杨最开始没有任何怀疑，但在检查过程中，发现DCA用手机拍照、录视频，而且身着短袖、短裤和拖鞋，怀疑不是专业人士，便要求其出示证件。孙杨认为DCA出示的居民身份证不足以证明其得到合法授权，拒绝其参与具体的检查过程，因此无法进行尿液取样。孙杨表示，如果持有合格证书的检查官能到来，他愿意“等到早晨”，但DCO拒绝孙杨的提议，坚持要立即收集尿样。
11时35分，孙杨接受了BCA抽血，血样被放在安全容器中。出于对检查人员行为和认证的担忧，孙杨联系了中国国家游泳队队医巴震，巴震电话请示了浙江省反兴奋剂中心副主任韩照岐，孙杨母亲电话咨询了中国游泳队领队程浩，他们认为只有资质合规的检查人员才能对运动员进行检查。BCA和DCA没有向运动员提供IDTM的授权文件以证明他们每个人拥有适当权力参加样本收集工作。因此认为收集的血液样本无效，不应被带走，但保存血样的安全容器属检测机构财产，检测人员要求带回，保安在试图把血样与安全容器分离时，最终用锤子毁坏了包裹血样的安全容器，收集的血样未能被带走送往相关的WADA认证实验室，而是保存在队医巴震手中。由于样本没有储存在避免被打开的安全容器中，而且超过了WADA《国际检查与调查标准》（ISTI）有关规定的强制时限不太可能再被检测。巴震手写了一份对当晚发生情况的情况说明摘要，并由孙杨、巴震、DCO、BCA、DCA签字。

#### FINA DP 听证及裁决
2018年11月19日，国际游泳联合会（FINA）独立的兴奋剂仲裁庭（FINA DP）就此事在瑞士洛桑举行听证会。孙杨方面包括其本人、家人和证人出席了国际泳联针对2018年9月4日晚所发生之事在瑞士洛桑举行的听证会，而IDTM公司的当事人全部没有出庭，DCO在中国以视訊方式参与了听证，但BCA和DCA缺席。
2019年1月3日，FINA听证专家组做出裁决，认定孙杨不存在违反《FINA兴奋剂管制规则》2.3或2.5条款的行为。國際泳聯仲裁庭認為該次藥檢過程中，三名藥檢員中只有一人资质合格，另一人在未經孫楊同意的情況下就進行錄影錄音，違反藥檢程序，因此該次藥檢所获孙杨的血液不是合格樣本，裁定孫楊毀壞该“血樣”的行為並不足以被認定是毀損合法樣本，不需要處以禁賽處分；并注明此次听证裁决依据FINA反兴奋剂有关条款非经运动员方面同意不得公开。

#### 媒体泄露及WADA上诉
2019年1月27日，英国媒体《星期日泰晤士报》将该仲裁公开披露，报道指2018年9月4日有关药检人员於孙扬的住所对孙杨的一次“飛行藥檢（赛外兴奋剂突击检查）”中，孙杨及其团队质疑药检人员的资格，“刁难药检人员”，“毁坏样本”。世界反運動禁藥機構（WADA）就FINA对孫楊等这样的行為仅给以警告而向国际体育仲裁法庭（CAS）上诉，認為應該给予禁賽處分；据称FINA表示“欢迎国际体育仲裁法庭（CAS）审查。”。FINA之后声明称对此事件进一步的猜测和传闻不予以考虑。
孙杨方面由律師發表聲明反駁称該報道不實，認為2018年9月4日晚該次反兴奋剂检查过程存在多项违规操作，现场IDTM公司工作人员無法提供资格证明、授权文件和护士执业证，且在检查报告中作虚假陈述，捏造孙杨违反《世界反兴奋剂条例》的事实；并指出国际泳联早已就此事判决孙杨无违例过错，指「别有用心人士恶意报道此事，居心叵测，严重侵犯孙杨的隐私权和名誉权」。孙杨律师团队对此事件经过的描述是，当时“......孙杨全力配合检测，但是他发现其中一名检测人员在未经他许可的情况下，用手机拍摄影片。此后他还发现进行血液检测的人没有检测人员的证件和资质，也没有护士证（这在中国是违法的）。此后，在医疗专业人士和中国游泳协会的指导下，孙杨要求兴奋剂检测机构更换有资质的检测人员，不管多晚他都可以等待和配合，但是遭到了拒绝。最终，在场的兴奋剂检测人员决定停止检测，并将血检样本还给了孙杨。”
2019年1月30日，WADA对于FINA DP的仲裁表示不满，决定将此案上诉至CAS；FINA官员称情况很简单，当时的裁决是由FINA DP独立决定的，WADA根据规定可以上诉，CAS受理了上诉，计划于2019年9月进行关于此案的听证会。孙杨的律师团队发表声明，称孙杨要求CAS举行听证会时，“向公众开放，以求公开透明，证明自己的清白”。2019年8月20日，CAS官网公告：原定于将在9月举行的WADA诉孙杨及国际泳联的上诉案件听证会，因某一当事方意外的个人原因请求推迟举行，该请求得到其他当事方的同意并且被国际体育仲裁法庭接受，新的听证日期待定；另外应当事方的请求，该听证会将公开审理，包括对媒体开放。10月13日，孙杨的律师告知媒体，该公开听证会的新日期定于11月15日，地点是瑞士蒙特勒，CAS随后的新闻公告证实了此日期和地点，并公布WADA的上诉请求是2至8年的禁赛处罚。

#### CAS公开听证会
2019年11月15日，CAS在瑞士蒙特勒举行了此公开听证会，通过CAS的网站对听证会进行了全程直播，之后直播录像发布在网站供公众回放查看。该听证会中的中英文双语同传翻译的质量颇为糟糕，仲裁官员和双方律师都时常感到困惑，补救措施是各方听证会后重审当庭的翻译内容。CAS强调，翻译是由当事人提供，与CAS无关。仲裁裁决在听证会结束后才能作出并择期公布。仲裁庭给了孙杨额外的时间在听证会结束前作了最后的陈词，孙杨在听证会结束后将该陈词的文字版登在了他本人的微博网页上。11月18日，要求匿名的尿检助理（DCA）在新华社的专访中称他只是一名建筑工人，从未受过兴奋剂检查培训，当时是应曾为高中同学的主检测官（DCO）的请求去帮忙，并承认对孙扬拍照，还透露他在公开听证会开始的前几天应邀以书信的方式用中文向CAS和WADA提供了证词，但后来没有人联系他。
在CAS的公开听证会上，指控方WADA认为，运动员得到了适当的通知。向运动员出示的2018年FINA通用授权书就是样本采集人员需要向运动员出示的全部证明文件。当DCA和BCA与经过IDTM适当认证和适当授权的DCO一起参加样本采集时，不需要向运动员出示任何额外的授权文件。WADA认为，孙杨拒检没有“令人信服的理由”。WADA认为，由于IDTM还在运动员所在的国家聘请外包人员，所以并不是所有的人员都持有IDTM资质，而不管他们是不是有相关的资质，这都是在IDTM合法授权范围内的，除了DCO外，像BCA和DCA，没有义务向孙杨去出示他们的授权文件。WADA认为，孙杨当时的反应是不合理和不必要的，他可以简单而正式地在兴奋剂检查表格上表达对他所看到的违规行为的不满，并利用这一正式抗议对兴奋剂样本的证据可采性提出质疑。
运动员方认为，DCA及BCA没有向运动员出示IDTM出具的正式授权文件，因此，样本采集程序不是按照ISTI规定进行的；现场BCA没有获得正式授权，未持有《护士执业证》，违反了中华人民共和国法律《护士条例》（国令第517号）、《护士执业资格考试办法》（卫生部、人社部令第74号），因此无法收集尿样；DCA拍摄运动员照片及视频的行为十分不合适；由于BCA没有IDTM授权，也没有当地抽血资质（基于其出示的文件），因此已采集血样不可以被带走检测。孙杨不构成违规。检测人员和IDTM明显地、不公平地背离了样本收集的严格程序性义务，行为不当，违反了反兴奋剂规则，对运动员造成了潜在的损害。运动员方证人表示，若中国反兴奋剂中心进行检测时，应依据中华人民共和国法律《反兴奋剂条例》（国令第398号）、《体育运动中兴奋剂管制通则》（体科字〔2014〕168号），BCA需在检查时出示其的兴奋剂检查官证件和授权书。运动员方认为，2017年的一次IDTM检查中孙杨就在兴奋剂检查表上投诉有关检测人员没有得到适当的认证和授权，当时孙杨投诉的问题和本次争议的问题基本一致，但并未得到WADA的反馈结果。
2019年11月23日，FINA法律委员会主席Darren Kane在澳大利亚《悉尼先驱晨报》发表专栏文章。认为《世界反兴奋剂条例》及ISTI“必须得到公平、冷静和普遍的执行……这是游泳运动应得的，这是所有运动员应得的”，从而维护运动员权利。2019年11月，针对此事件，世界体育反兴奋剂会议通过了《运动员反兴奋剂权利法案》和《保护隐私和个人信息国际标准》。新通过的《运动员反兴奋剂权利法案》11.0条规定，“在样本收集过程中，运动员有权查看兴奋剂检查官的身份，有权要求提供更多关于样本收集过程的信息，被告知进行样本收集所依据的机构的权利……”。

#### CAS公布裁决 运动员上诉
2020年2月28日17时，CAS对外宣布听证会的判决结果，仲裁小组意见一致，解读ISTI有关条款判定当时藥檢人員合乎要求，雖然检测人员与运动员溝通並不順暢，但孫楊是在沒有充分證據支持下，逕自損毀取樣容器及略過藥檢。仲裁小组指孫楊提供血液樣本後質疑藥檢人員是否具備資格執行藥檢，大可先讓藥檢機構保持完整血液樣本。但孫楊在得到警告後仍損毀取樣容器，等同消滅日後測試樣本的機會；因此，裁定孫楊違反《国际泳联兴奋剂管控规则》第2.5条“干预兴奋剂管控”，由於孫楊於2014年6月已有服用禁藥前科，決定重罰停賽8年，判决即日起生效，至2028年2月28日解禁。由於孫楊紧接該次藥檢之前和之后的兴奋剂检查均为阴性，且之后亦无服用禁药證據，因此他在2018年9月4日之后的比赛成绩包括光州世錦賽的成績保持有效。
数日后CAS了公布了長達78頁384項要點的裁決報告全文，详述了裁决内容和依据；该报告还列出WADA数次向CAS报告，指孫楊一方涉嫌恐嚇DCO和BCA，致她們不敢出庭作證，而孫楊和FINA方面对这些指控均加以否认，CAS则令所有当事方都不得恐吓威胁证人；孙杨和FINA方面曾向CAS迫切请求让检测人员出席公开听证会作证，有关检测人员以隐私安全等理由拒绝出庭，BCA在听证会前一天经视频作证。
WADA對CAS的判決發聲明表示歡迎，指孫楊拒絕接受檢測，對孫楊被禁賽8年結果感到滿意，而中国游泳协会则发表声明“深表遗憾”，表示“支持孙杨继续以法律手段维护自己的合法权益”。孙杨仍称坚信自己的清白，並指已委托律师向瑞士联邦最高法院提起上诉。孫楊的教練丹尼斯·科特瑞爾（Denis Cotterell）在2020年3月7日表示自己已與中国游泳协会解約，且不支持孙杨繼續上訴。截至2020年12月1日，瑞士联邦最高法院已收到孙杨的上诉，但尚未就此做出任何决定。

#### 微博公布尿检官个人信息
2020年2月28日，在国际体育仲裁法庭（CAS）的宣判结果公布后，孙杨连续在微博发布了检测相关的证据。在一份文件中，“尿检官”武某的姓名和身份证号清晰可见，此举被质疑侵犯个人隐私。随后孙杨于3月4日晚间突然删除了在判决结果出炉后发布的大部分微博，只保留了个人声明和一条转发友人的微博。

#### 运动员上诉获支持 CAS裁决被撤销發回重审
2020年12月24日，瑞士联邦最高法院公告宣布支持孙杨的上诉，撤销CAS对其禁赛8年的裁决並發回重審。撤銷判決的主因為法院接受孫楊對CAS一仲裁官员中立性的質疑。WADA发文证实已知悉此事，称这一裁决并不是基于案件的是非曲直，而是出于对CAS三人仲裁庭主席、意大利前外交部长弗兰克·弗拉蒂尼(Franco Frattini)的担忧。。紐約時報指出，判决被推翻的原因是孙杨的律师蒐集参与审理的仲裁小组主席、意大利前外交部长弗兰克·弗拉蒂尼在推特上的言論，弗拉蒂尼的推特發文中，曾經表達他對中國虐待動物的鄙視，並且在至少一條推文當中使用了被認為是對中國帶有蔑視意味的詞彙。這最终令瑞士联邦最高法院裁定孫楊方對弗拉蒂尼中立性質疑的理由成立，从而推翻判决。此案下一步将回到CAS，由新的主席带领仲裁小组进行重审。2021年1月15日，瑞士联邦最高法院解釋判決，法院經調查後認定弗兰克·弗拉蒂尼的种族歧视言論屬實，因而裁決孫楊的上诉舉證有效。

#### CAS重審結果 禁賽期減半
2021年6月，CAS经二次听证会后宣布新的判決，認定孫楊違反國際游泳總會禁藥規則中的「逃避或拒絕藥檢」以及「竄改或意圖竄改藥檢流程」兩項規則，裁決孙杨禁賽處分。相較於第一次的裁決，新的禁賽期減至4年3个月，並以CAS第一次裁决时间起算，因此孫楊的禁賽至2024年5月28日即可解禁。

### 奥运集训入选风波
2020年4月22日晚，据央视体育频道专项记者给出的消息，孙杨未入选奥运集训名单，但随后《北京青年报》记者从相关人士处得到相反说法，并有国家体育总局游泳运动管理中心近期下发的相关文件曝光，此事引发众多猜测和争议。4月23日，中国游泳协会在事件曝出12小时后发布声明：“根据《世界反兴奋剂条例》，自国际体育仲裁法庭裁决之日起，孙杨已处于禁赛期，上诉期间不影响裁决执行。前期下发的游泳字[2020]49号文已作废。”孙杨因此落定无缘中国游泳队2020年东京奥运会备战名单。

## 主要成绩
| 年份   | 比赛                               | 项目            | 成绩         | 排名     | 注释         |
| ------ | ---------------------------------- | --------------- | ------------ | -------- | ------------ |
| 2006年 | 全国冬季游泳锦标赛                 | 1500米自由泳    | 15分26.05秒  | 第一名   |              |
| 2006年 | 全国冬季游泳锦标赛                 | 400米自由泳     |              | 第一名   |              |
| 2006年 | 全国游泳马拉松                     | 10千米自由泳    |              | 第一名   |              |
| 2007年 | 全国游泳冠军赛                     | 1500自由泳      | 15分14.39秒  | 第二名   |              |
| 2007年 | 全国游泳冠军赛                     | 400米个人混合泳 | 4分27.99秒   | 第三名   |              |
| 2007年 | 全国游泳锦标赛                     | 1500米自由泳    |              | 第一名   |              |
| 2007年 | 全国游泳锦标赛                     | 400米自由泳     | 3分50.19秒   | 第一名   |              |
| 2007年 | 全国城市运动会                     | 1500米自由泳    | 15分21.41秒  | 第一名   |              |
| 2008年 | 好运北京公开赛                     | 400米自由泳     |              | 第二名   |              |
| 2009年 | 世界游泳锦标赛                     | 1500米自由泳    | 14分46.84秒  | 第三名   |              |
| 2009年 | 东亚运动会                         | 1500米自由泳    | 14分58.35秒  | 第一名   |              |
| 2009年 | 东亚运动会                         | 400米自由泳     | 3分46.16秒   | 第一名   |              |
| 2010年 | 亚洲运动会                         | 1500米自由泳    | 14分35.43秒  | 第一名   | 亚洲纪录     |
| 2010年 | 亚洲运动会                         | 400米自由泳     | 3分42.47秒   | 第二名   |              |
| 2010年 | 亚洲运动会                         | 200米自由泳     | 1分46.25秒   | 第二名   |              |
| 2011年 | 世界游泳锦标赛                     | 1500米自由泳    | 14分34.14秒  | 第一名   | 世界纪录     |
| 2011年 | 世界游泳锦标赛                     | 800米自由泳     | 7分38.57秒   | 第一名   |              |
| 2011年 | 世界游泳锦标赛                     | 400米自由泳     | 3分43.24秒   | 第二名   |              |
| 2012年 | 伦敦奥运会                         | 1500米自由泳    | 14分31.02秒  | 第一名   | 世界纪录     |
| 2012年 | 伦敦奥运会                         | 400米自由泳     | 3分40.14秒   | 第一名   | 奥运会纪录   |
| 2012年 | 伦敦奥运会                         | 200米自由泳     | 1分44.93秒   | 第二名   | 与朴泰桓并列 |
| 2013年 | 世界游泳锦标赛                     | 1500米自由泳    | 14分41.15秒  | 第一名   |              |
| 2013年 | 世界游泳锦标赛                     | 400米自由泳     | 3分41.59秒。 | 第一名   |              |
| 2013年 | 世界游泳锦标赛                     | 800米自由泳     | 7分41.36秒   | 第一名   |              |
| 2014年 | 亚洲运动会                         | 400米自由泳     | 3分43.23秒   | 第一名   |              |
| 2014年 | 亚洲运动会                         | 200米自由泳     | 1分45.28秒   | 第二名   |              |
| 2015年 | 世界游泳锦标赛                     | 1500米自由泳    | 14分55.11秒  | 預賽第三 |              |
| 2015年 | 世界游泳锦标赛                     | 800米自由泳     | 7分39.96秒   | 第一名   |              |
| 2015年 | 世界游泳锦标赛                     | 400米自由泳     | 3分42.58秒   | 第一名   |              |
| 2015年 | 世界游泳锦标赛                     | 200米自由泳     | 1分45.20秒   | 第二名   |              |
| 2016年 | 里约奥运会                         | 1500米自由泳    | 15分01.97秒  | 預賽第七 |              |
| 2016年 | 里约奥运会                         | 400米自由泳     | 3分41秒68    | 第二名   |              |
| 2016年 | 里约奥运会                         | 200米自由泳     | 1分44.65秒   | 第一名   |              |
| 2017年 | 世界游泳锦标赛                     | 800米自由泳     | 7分48.87秒   | 第五名   |              |
| 2017年 | 世界游泳锦标赛                     | 400米自由泳     | 3分41.38秒   | 第一名   |              |
| 2017年 | 世界游泳锦标赛                     | 200米自由泳     | 1分44.39秒   | 第一名   | 亚洲纪录     |
| 2018年 | 亚洲运动会                         | 1500米自由泳    | 14分58.53秒  | 第一名   |              |
| 2018年 | 亚洲运动会                         | 800米自由泳     | 7分48.36秒   | 第一名   |              |
| 2018年 | 亚洲运动会                         | 400米自由泳     | 3分42.92秒   | 第一名   |              |
| 2018年 | 亚洲运动会                         | 200米自由泳     | 1分45.43秒   | 第一名   |              |
| 2019年 | 世界游泳锦标赛                     | 400米自由泳     | 3分42.44秒   | 第一名   |              |
| 2019年 | 世界游泳锦标赛                     | 200米自由泳     | 1分44.93秒   | 第一名   |              |
| 2020年 | 2020年国际泳联游泳冠军系列赛深圳站 | 200米自由泳     | 1分46秒53    | 第二名   |              |

## 综艺节目
- 2012.12.31 江苏卫视 2013江苏卫视跨年晚会
- 2014.12.26 浙江卫视 奔跑吧兄弟之新年运动会(第一季共第12集)
- 2015.07.17 東方卫视 报告！教练 教练
- 2016.01.24 央视一套 了不起的挑战
- 2016.04.10 浙江卫视 來吧冠军
- 2016.04.17 浙江卫视 來吧冠军
- 2016.08.14 腾讯视频 金牌驾到
- 2016.08.15 浙江卫视 中国冠军范
- 2016.09.16 湖南卫视 我们来了1
- 2016.10.21 湖南卫视 真正男子漢2
- 2016.12.10 浙江卫视 我们十七岁
- 2017.10.22 江苏卫视 蒙面唱将猜猜猜2
- 2017.11.19- 央视一套 挑战不可能第三季